# Jewgeni Walerjewitsch Aldonin
Jewgeni Walerjewitsch Aldonin (russisch Евгений Валерьевич Алдонин, wiss. Transliteration Evgenij Valer'evič Aldonin; * 22. Januar 1980 in Alupka) ist ein ehemaliger russischer Fußballspieler.
Der Mittelfeldspieler Jewgeni Aldonin spielte von 2004 bis 2013 für ZSKA Moskau, mit dem er 2005 den UEFA-Pokal gewann. Er begann seine Fußballerkarriere bei Rotor Wolgograd. 2004 nahm er als Spieler der Nationalmannschaft Russlands an der Europameisterschaft teil. Insgesamt kam er bislang auf 29 Länderspiele. Am 16. August 2006 war er Kapitän der Nationalmannschaft im Spiel gegen Lettland.

## Erfolge
- Russischer Meister: 2005, 2006
- Russischer Vizemeister: 2004
- Russischer Pokalsieger: 2004/05, 2005/06, 2007/08
- Russischer Supercupsieger: 2004, 2006, 2007, 2009
- UEFA-Pokal-Sieger: 2005
- Kanal 1 Pokalsieger: 2007